# ザ・ソニックス
ザ・ソニックス（The Sonics）は、1960年にワシントン州タコマで結成されたアメリカのガレージロック・バンド。
彼らのアグレッシブでエッジの効いたサウンドは、世界中のパンクやガレージ・ミュージックに大きな影響を与えザ・ホワイト・ストライプスやその他の音楽アーティストにインスピレーションを与えてきた。
バンドは、「ルイ・ルイ」、「スキニー・ミニー」などの初期のロック スタンダードや、「ストリキニーネ」、「サイコ」、「ウィッチ」などのオリジナル曲を演奏した。彼らの曲は通常、単純なコード進行に基づいており、多くの場合、当時としては斬新な速度と音色の攻撃性で演奏され、バンドを、ザ・ストゥージズやザ・クランプスなど、後のパンク・ロック・バンドに顕著な影響を与えた。

## 略歴

### 1960年代
ソニックスは、1960年にワシントン州タコマで10代のギタリスト、ラリー・パリパが音楽好きの両親の勧めで結成した。初期のラインナップには、パリパ、ドラマーのミッチ・ジェイバー、ギタリストのスチュアート・ターナーが含まれていた。パリパの兄弟ジェリーは簡単にサックスを演奏し、母親はリハーサルで時々ベースを埋めていた。1961年、パリパの兄のアンディがベーシストになり、トニー・メイビンが新しいサックス奏者として引き継いだ。
ターナーが軍隊に行ったとき、リッチ・コッホ（以前はウェイラーズで演奏していた）がリード・ギタリストとして参加し、マリリン・ロッジは彼らの最初の歌手になり、バンドはそれまでインストゥルメンタル・コンボであった。新しいドラマー、ビル・ディーンがジェイバーに取って代わった。
コッホとロッジは1963年にバンドを脱退。地元のスターであるレイ・マイケルセンは、地元のシーンで他のいくつかの人気バンドと一緒に歌った後、バンドの歌手になった。ラリーはディーンの後任となるドラマーを探し始めたが、彼はバンドにコミットしていないと感じ、ボブ・ベネットがキーボード奏者のジェリー・ロズリーとサックス奏者のロブ・リンドと共にサーチャーズと呼ばれるバンドで演奏していることを発見した。レイ・マイケルセンはバンドを離れようとしていたので、パリパスはベネット、ロスリー、リンドを雇い、前のサックス奏者マビンを手放した。有名なラインナップは整ったが、ソニックスのキャリアは、ジェリー・ロスリーがリードボーカルを歌い始めた1964年まで本格的に始まらなかった。ロスリーをリード・シンガーとして、バンドはレッド・カーペット、オリンピアのスケートランド、エバーグリーン・ボールルーム、パールズ (ブレマートン)、スパニッシュ・キャッスル・ボールルーム、セント・メアリーズ・パリッシュ・ホールなどの地元の会場でギグを始めた。
彼らはすぐにノースウェストの人気バンド、ウェイラーズのベーシストであるバック・オームズビーにスカウトされ、ウェイラーズ自身のレコード・レーベルであるエチケット・レコードと契約した。彼らの最初のシングルは、1964年11月の「The Witch」( B面はリトル・リチャードの「Keep a-Knockin'」) であった。このレコードは地元の子供たちに非常に人気があり、その奇妙な主題のためにラジオでの放送が制限されていたにもかかわらず、北西部の歴史の中で最も売れた地元のシングルになった。
1965年初頭、エチケットはソニックスのデビューLP『ヒア・アー・ザ・ソニックス』をリリースした。このアルバムは、有名なパシフィック・ノースウェストのレコーディング・エンジニア、カーニー・バートンと共にワシントン州シアトルのオーディオ・レコーディングで制作された。ドラムキット全体を拾うマイクが1つだけの2トラック・テープレコーダーで録音された。ここで、彼らは悪名高い無謀な録音技術のいくつかを開拓し始めた。1966年2月にはセカンド・アルバム『ソニックスのブームで行こう!』がリリースされた。レコーディング中、ソニックスはタコマにある田舎と西洋志向のワイリー/グリフィス・スタジオの壁から防音材をはぎ取り、「生き生きとしたサウンドを得る」ようにした。両方のアルバムのジャケットには、ジーニ・デラッチョのムーディーな写真が掲載されている。
彼らの全盛期は、バンドが1966年後半にジャーデン・レコードに移籍し、ハリウッドに向かい、ゴールド・スター・スタジオでラリー・レヴィーンとの売れ行きの悪いアルバム『ぶっちぎりのソニックス!』を録音したときに終わりを迎え始めた。ジャーデンの幹部がソニックスをより洗練されたサウンドに押し上げたと噂されているが、バンド自体は現代音楽の新しい影響に従うことを決定し、その結果、彼らの騒々しい初期の録音とはまったく異なる曲になってしまった。しかし、バンドは『ぶっちぎりのソニックス!』の出来に満足しておらず、よりクリーンで滑らかな録音を「最悪のゴミ」と呼んでいた。
元のバンドは1966年から1968年の間に解散し、メンバーは大学に通うか、他のバンドに参加するために去った。サックス奏者のロブ・リンドは、ベトナム戦争で戦闘機パイロットになった。最終的に、元のメンバーは全員脱退し、新しいメンバーは1980年までソニックス (後の「ジム・ブレイディ・アンド・ザ・ソニックス」) という名前を使い続けたが、まったく別のバンドであり、時にはストリングスとホーンのセクションを組み込むことさえあった。

### 改革
オリジナルのソニックスは、1972年にシアトルのパラマウント・シアターでのライブ・ショーのために一時的に再結成し、このショーのレコーディングはEtiquetteから『Live Fanz Only』としてリリースされた。1980年、ジェリー・ロスリーが率いる新しいソニックスがアルバム『Sinderella』を録音し、オリジナル・バンドの素材のバージョンをフィーチャーした。
1970年代後半のパンクロックと1990年代のグランジの出現により、ソニックスへの新たな関心が高まり、それらの素材の多くがアメリカとヨーロッパのレーベルから再リリースされた。ラリーとアンディ・パリパは北西部のさまざまなバンドで演奏を続け、ロスリー、リンド、ベネットは音楽以外のキャリアを追求した。
ソニックスへの関心は、2004年のランドローバーのテレビ広告でリチャード・ベリーの「Have Love, Will Travel」のハードロック・バージョンを使用したことでさらに高まった。
彼らの音楽は、著述家であり音楽プロデューサーでもあるポール・コリンズが運営するFacebookに基づくオンライン音楽フォーラムであるThe Beat Armyとして知られるムーブメントを通じて、若い世代にさらに感銘を与えた。
2007年、ソニックスは再び再結成し、今度はブルックリンで開催されたケイヴストンプ・ガレージ・ロック・フェスティバル (2007年11月2日-4日) であった。ラインナップには、ボーカルとキーボードの元メンバーであるジェリー・ロスリー、ギターのラリー・パリパ、テナー・サックスのロブ・リンド、ドラムのリッキー・リン・ジョンソン（ザ・ウェイラーズ）、ベースとボーカルのドン・ウィルヘルム（デイリー・フラッシュ）が含まれていた。
2008年、ソニックスは3月22日に行われたマーク・ラマーのBBCラジオ2番組『God's Jukebox』のライブ・セッションを録音した。彼らは3月21日金曜日と3月23日日曜日にロンドンで初めてのショーを行った。その年の後半、「Have Love, Will Travel」は、ガイ・リッチー監督のヒット映画『ロックンローラ』のサウンドトラックで目立つように取り上げられた。
それ以来、彼らはバルセロナのプリマヴェーラ・フェスティバル、続いてビルバオ、ベルギー、ノルウェーのショック・フェスティバル、バスク国のビトリアで開催されたアズケナ・ロック・フェスティバルに出演した。
1972年のシアトルでの最後の再結成以来、彼らの地元での最初のショーは、2008年10月31日のハロウィンで、シアトルのパラマウント・シアターで行われた。Kent Morrill (Wailers のフロントマン) がサプライズで登場し、彼の代表曲「Dirty Robber」を歌った。ボブ・ベネットも参加し、数曲だけではあるが、リッキー・リン・ジョンソンが一斉に演奏している間だけであったが、ドラムに座っていた。
2009年、フレディ・アンド・ザ・スクリーマーズ、キングスメン、リバプール5の元メンバーであるフレディ・デニスが、ベーシスト兼ボーカリストとしてウィルヘルムの後任となった。翌年、シアトルのサウンド・ハウス・レコーディングでラリー・パリパとジャック・エンディノがプロデュースしたライブ・カットと4つの新曲を収録した EP『8』をリリースした。レコーディングでは、アンディ・パリパがベースで戻ってきた。
ジョンソンはドラマーのダスティ・ワトソンに取って代わられ、スラックトーン、エージェント・オレンジ、ディック・デイル、サーファリス、デイビー・アラン・アンド・ザ・アローズ、リタ・フォード、スーパーサッカーズ、ボス・マーシャンズ、ファー・ディクソン、ジョン・アンド・ザ・ナイトライダーズ、そしてその他。
2011年、4月4日にTHE BAWDIESの召集により初来日となるツアーが日比谷野外音楽堂、4月5日・名古屋BOTTOM LINE、4月6日梅田・AKASOで行われるはずだったが、東日本大地震の影響により公演中止となった。
2012年、「THE SONICS×THE BAWDIES JAPAN TOUR 2012」と題して3月29日・新木場スタジオコースト、3月31日・名古屋CLUB DIAMOND HALL、4月1日・なんばHatch、THE SONICS単独ライブは4月3日には新代田FEVERにて行われ初来日のツアーを成功させた。
ソニックスは、2014年のレイバー・デーの週末に、第5回年次マディ・ルーツミュージック・フェスティバルのヘッドライナーを務めた。同年、Muddy Roots Recordingsは未発表曲「Bad Betty」を 7インチ・レコード (Mudhoneyとスプリットで) でレコード・ストア・デイにリリースした。
2015年1月21日、バンドは40年以上ぶりとなる新しいアルバム『This Is The Sonics』をリリースすると発表した。アルバムは、3月31日に自身のレーベルRevoxからリリースされた。バンドはまた、ニュー・アルバムをサポートするツアーを発表した。
2016年5月2日、ロブ・リンドがバンドの Facebookサイトに、ジェリー・ロズリーとラリー・パリパがバンドのツアー・メンバーとして活動を継続しないことを発表した。彼らのポジションは、ツアーベースでキーボードのLords of AltamontのJake CavaliereとギターのBoss MartiansのEvan Fosterによって埋められている。

## 影響
ニルヴァーナのカート・コバーンは、 CITR-FMでの Nardwar the Human Servietteとのインタビューで、ドラムの音について次のように述べている。「……ソニックスは非常にチープな2トラックでレコーディングを行い、ドラムに1本のマイクを使用しただけで、自分が今まで聞いた中で最も素晴らしいドラム・サウンドが得られた。今でも大好きなドラム・サウンドだ。彼は私が今まで知った誰よりも強く打っているように聞こえる」。
ザ・ホワイト・ストライプスは、ソニックスを最も影響を受けたバンドの1つとして挙げ、「1960年代のパンクの縮図」と呼び、「キンクスよりもハードであり、パンクよりずっと前にパンク」であると主張した。
ザ・ハイヴスのNicholaus Arsonは、ソニックスのバージョンの「Have Love, Will Travel」をお気に入りとして挙げている。
ドイツのカントリー・バンド、BossHossは、ソニックスの歌「Boss Hoss」にちなんで名付けられた。
1993年のトリビュート アルバム『Here Ain't The Sonics』がPopLlama Records からリリースされ、Mono Men、Screaming Trees、Thee Headcoats、the Cynics、Mojo Nixon、Original Sinsが参加した。

## バンド・メンバー

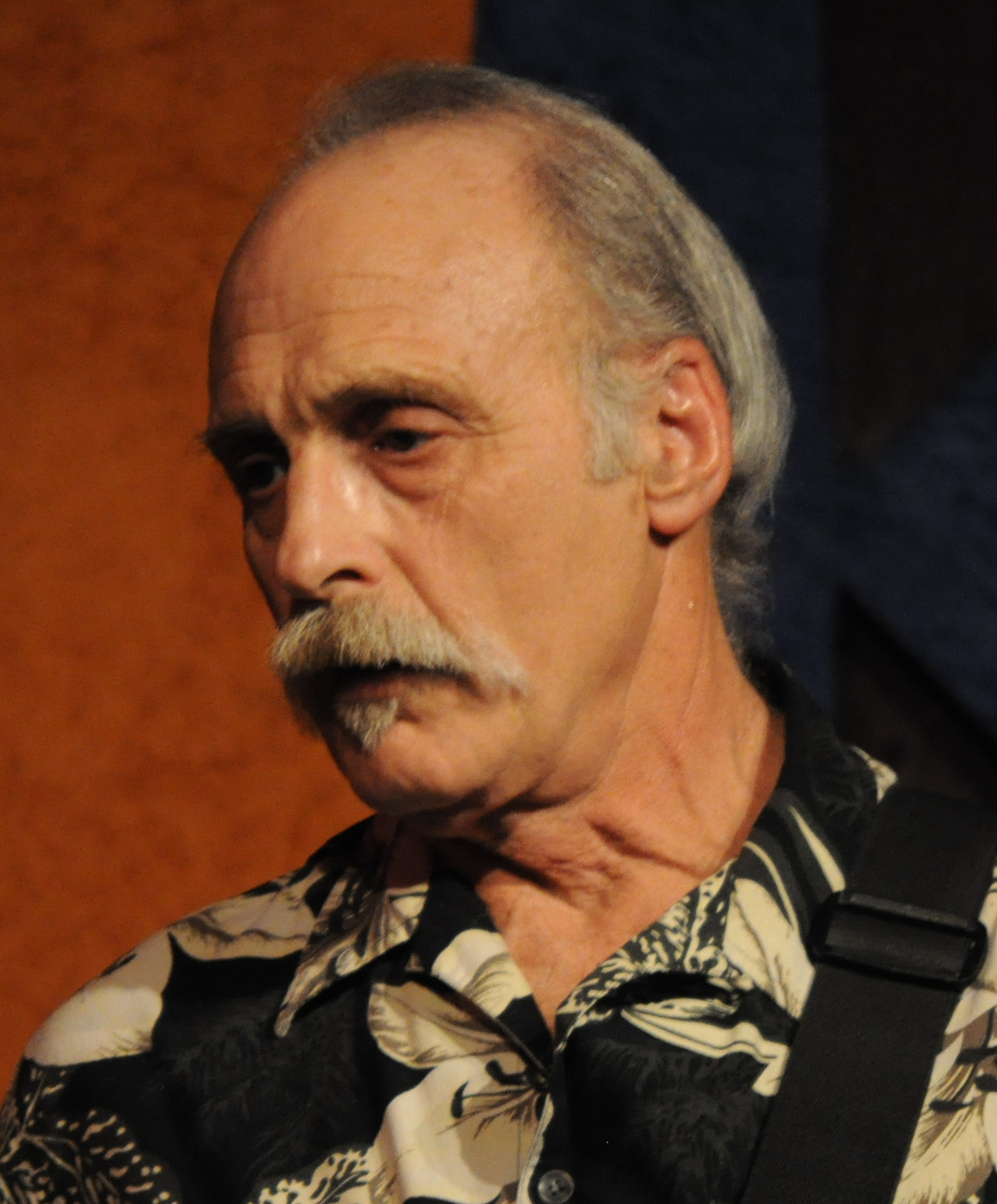
アンディ・パリパ（2011年）

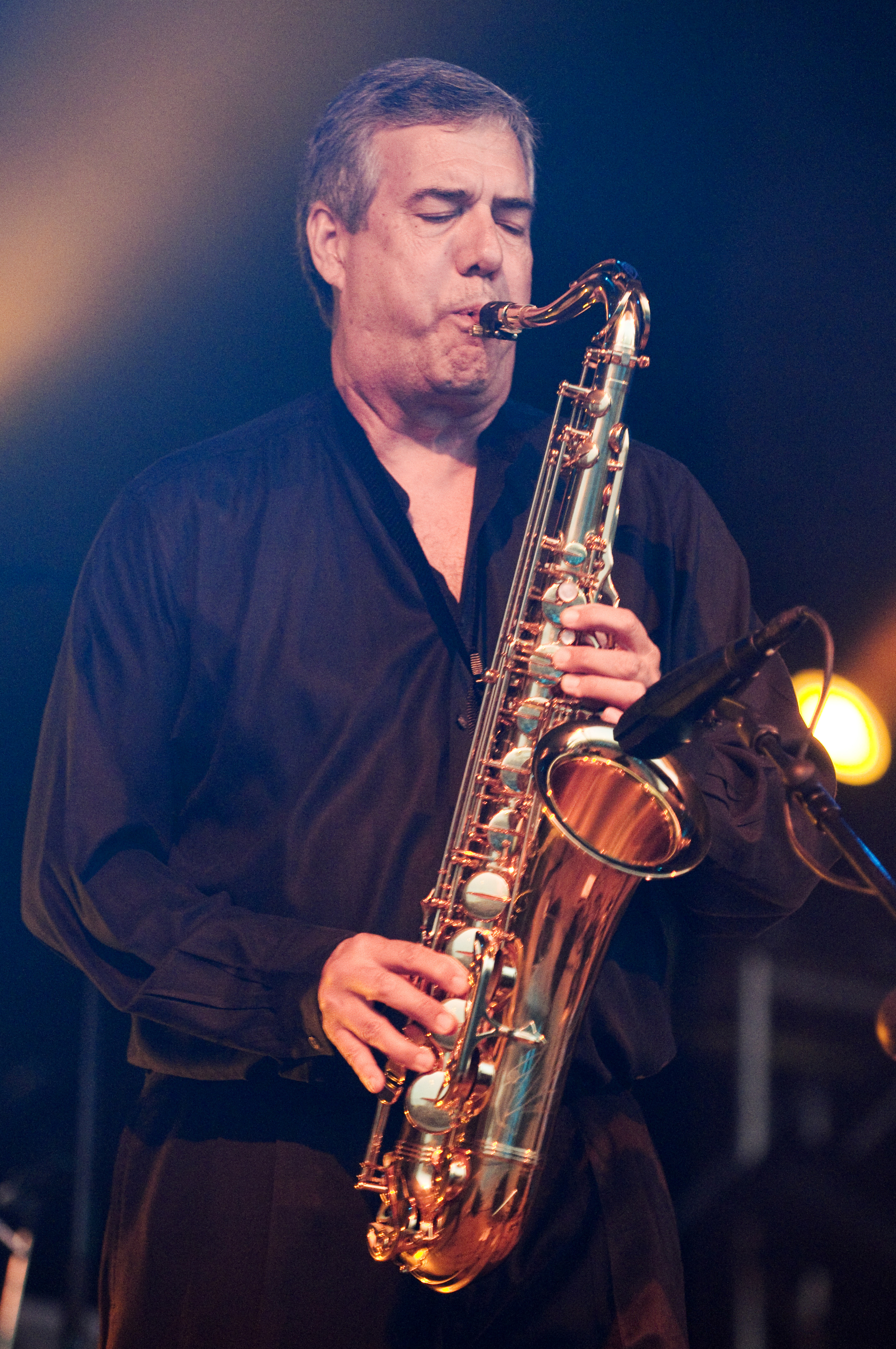
ロブ・リンド（2008年）

Here Are The Sonics and Boomに収録されているクラシックなソニックスのラインナップ:
- ロブ・リンド — サックス、ボーカル、ハーモニカ
- ジェリー・ロスリー — オルガン、ピアノ、リードボーカル
- アンディ・パリパ — ベース
- ラリー・パリパ — リードギター、ボーカル
- ボブ・ベネット — ドラム

現在のツアーラインナップ：
- ロブ・リンド — サックス、ボーカル、ハーモニカ
- ダスティ・ワトソン — ドラムス
- フレディ・デニス — ベースギター、ボーカル
- ジェイク・カヴァリエール — キーボード、ボーカル
- エヴァン・フォスター - ギター

ツアーに出られなくなったベネットとアンディ・パリパは、ワトソンとデニスに取って代わられた。  2016年、ロスリーとラリー・パリパがバンドと一緒にツアーをしないことが発表されました。彼らはキャバリエールとフォスターに取って代わられた。サックス奏者のリンドは、ツアー・バンドの唯一のオリジナル・メンバーである。 

## ディスコグラフィ

### スタジオ・アルバム
- 『ヒア・アー・ザ・ソニックス』 - Here Are The Sonics (1965年、Etiquette) ※旧邦題『ソニックス登場!』
- 『ソニックスのブームで行こう!』 - Boom (1966年、Etiquette)
- 『ぶっちぎりのソニックス!』 - Introducing the Sonics (1967年、Jerden)
- Sinderella (1980年、Bomp)
- This Is The Sonics (2015年、Revox)

### EP
- Live Fanz Only (1986年、Etiquette) ※1972年、シアトルでのライブ録音
- 『エイト』 - 8 (2010年、Re:Vox)

### ライブ・アルバム
- 『感激!! ソニックス・ライブ!』 - Busy Body!!! Live in Tacoma 1964 (2007年、Norton)
- The Sonics Live at Easy Street (2016年、Re:VOX & Easy Street) ※レコード・ストア・デイにリリース

### コンピレーション・アルバム
- Explosives (1973年、Buckshot)
- The Sonics (1978年、SRT)
- 『ファイヤー&アイス2 / ロスト・テープス』 - Fire and Ice (1983年、First American) ※『Fire & Ice: Lost Tapes Vols. 1 & 2』 (1996年)として再発
- Full Force! (1984年、Line) ※『Full Force! The Best of The Sonics』 (1987年)として再発
- The Ultimate Sonics (1991年、Etiquette)
- 『メインテイニング・マイ・クール』 - Maintaining My Cool (1991年、Jerden Munster)
- 『サイコ・ソニック』 - Psycho-Sonic (1993年、Big Beat)
- 『ソニックスのサヴェッジ・ヤング!』 - This Is... The Savage Young Sonics (2001年、Norton)
- The Jerden Years 1966-69 (2004年、Munster)